# کلمنت میچل
کلمنت میچل (به انگلیسی: Clement Mitchell) بازیکن فوتبال زادهٔ ۲۰ فوریه ۱۸۶۲ اهل کشور انگلستان که سابقهٔ بازی در تیم ملی فوتبال انگلستان را در کارنامهٔ خود دارد. وی در تاریخ ۱۵ مارس ۱۸۸۰ نخستین بازی ملی خود را در مقابل تیم ملی فوتبال ولز انجام داد و با حضور در ۵ بازی ملی، در تاریخ ۱۴ مارس ۱۸۸۵ واپسین بازی ملی‌اش را در برابر تیم ملی فوتبال ولز برگزار کرد.
این بازیکن توانسته در بازی‌های ملی، ۵ گل به ثمر برساند.